# 新苏伊士运河
新苏伊士运河（英語：New Suez Canal）是在原有的苏伊士运河基础之上，开凿的连接地中海和红海的运河分支。它是原有苏伊士运河的拓展工程的一部分。该项目中，埃及政府还在建设六条运河下的通道，最终将在将沿运河两岸的76,000 平方公里 (29,000 平方英里) 上建成一个国际物流、商业和工业集成地。该项目可潜在创建一百万个就业机会。
新苏伊士运河于2014年8月25日开始建设，2015年8月6日投入使用，2016年12月9日完全建成。

## 概述
该项目为既有的164公里（102英里）的运河增加了一条35公里长的新航道，允许相向而行的船只同时通过。这一项目还包括了对长37公里（23英里）的现有运河河道的深化和扩建。
项目完工后，运河将允许两艘船只在大部分河段相向航行。此前，运河的大部分河段只有一条航道，宽度有限。项目完工后，大多数船舶的等待时间将从11小时缩短至3小时，苏伊士运河的通航能力也将从每天49艘升至每天97艘。
起初，项目面临一些技术上的困难，例如现有运河渗流而将新的河道淹没。然而，新苏伊士运河的主体建设工作仍于2015年7月完成。
| 位置   | 坐标                                            |
| ------ | ----------------------------------------------- |
| 最北端 | 30°43′06″N 32°20′46″E / 30.718282°N 32.345982°E |
| 最南端 | 30°26′29″N 32°21′20″E / 30.441385°N 32.355423°E |